# Trend Micro
Trend Micro (NASDAQ : TMIC) (en japonais : トレンドマイクロ株式会社, en chinois : 趨勢科技), est une société basée à Tokyo au Japon. La société développe des logiciels de sécurité pour les serveurs, les environnements de cloud computing, les particuliers ainsi que les petites et moyennes entreprises. 
Eva Chen, cofondatrice de Trend Micro, est actuellement la directrice générale, un poste qu'elle occupe depuis janvier 2005.

## Histoire

### Les débuts
La société a été fondée en 1988 à Los Angeles par Steve Chang (ja) (張明正, Chang Ming-cheng), son épouse Jenny Chang et sa sœur, Eva Chen (陳怡樺).
En 1992, Trend Micro a repris une société japonaise de logiciels pour former Trend Micro Devices et a établi son siège au Japon. Il a ensuite conclu un accord avec le fabricant de processeurs Intel dans le cadre duquel il a produit un produit anti-virus pour les réseaux locaux ( LAN ) en vente sous la marque Intel. Intel a versé des redevances à Trend Micro pour les ventes de LANDesk Virus Protect aux États-Unis et en Europe, tandis que Trend a versé des redevances à Intel pour des ventes en Asie. En 1993, Novell a commencé à regrouper le produit avec son système d'exploitation réseau. En 1996, les deux entreprises sont convenues d'une continuation de deux ans de l'accord dans lequel Trend a été autorisé à commercialiser globalement le produit ServerProtect sous sa propre marque avec la marque LANDesk d'Intel.
Trend Micro a été cotée à la Bourse de Tokyo en 1998 sous le titre 4704. La société a commencé à se négocier sur la bourse NASDAQ basée aux États-Unis en juillet 1999.

### Années 2000
En 2004, le directeur général fondateur Steve Chang a décidé de diviser les responsabilités du chef de la direction et du président de l'entreprise. La cofondatrice de l'entreprise, Eva Chen, a succédé à Steve Chang en tant que chef de la direction de Trend Micro en janvier 2005. Chen était le chef de la direction de la société depuis 1996 et avant ce vice-président exécutif depuis la fondation de la société en octobre 1989. Steve Chang a conservé son poste de président de la société. En mai, Trend Micro a acquis la société Antispyware de Braintree, Massachusetts, InterMute pour 15 millions de dollars. Trend Micro a totalement intégré le programme antispyware SpySubtract d'InterMute dans ses offres de produits antispyware d'ici la fin de l'année. En juin 2005, Trend Micro a acquis Kelkea, basé sur San Jose, en Californie, un développeur de logiciels antispam. Kelkea a mis au point un logiciel MAPS ( Mail Abuse Prevention System ) et de filtrage IP qui a permis aux fournisseurs de services Internet de bloquer les spams de spam et d'hameçonnage. Le directeur général de Kelkea, Dave Rand, a été retenu par Trend Micro comme technologue en chef pour la sécurité du contenu.
En mars 2007, Trend Micro a acquis le logiciel antispyware gratuit HijackThis de son créateur Merijn Bellekom pour une somme non divulguée. Trend Micro a renoncé à ses actions de dépôt de la bourse NASDAQ en mai. Plus tard cette année, en octobre, Trend Micro a acquis le développeur de logiciels de prévention de la perte de données Provilla de Mountain View, en Californie. Provilla a été le créateur LeakProof, un logiciel qui a permis aux entreprises de bloquer la transmission de données sensibles et avertir les gestionnaires de sécurité des tentatives de transmission.
En février 2008, Trend Micro a acquis Identum pour une somme non divulguée. Identum du département de cryptographie de l'Université de Bristol, a développé un logiciel de cryptage par courrier électronique basé sur ID. Les deux sociétés étaient à l'origine de discussions permettant à Trend Micro d'utiliser la technologie d'Identum. Mais Trend Micro a ensuite décidé d'acheter l'entreprise directement. Identum a été renommé Trend Micro (Bristol) et sa technologie de cryptage a été intégrée dans les produits Trend Micro existants. Les produits Identum existants ont été poursuivis mais vendus sous la marque Trend Micro. C'est aussi cette année-là que Trend Micro a poursuivi Barracuda Networks pour la distribution de ce dernier dans le cadre d'un programme de sécurité ClamAV. Trend Micro a affirmé que l'utilisation par Barracuda de ClamAV était contraire à un brevet de logiciel appartenant à Trend Micro pour filtrer les virus sur une passerelle Internet. Le 19 mai 2011, l'Office des brevets et des marques des États-Unis a publié un rejet final dans le réexamen du brevet US 5 623 600 de Trend Micro. À la suite de cette affaire, la Free Software Foundation recommande le boycott des produits de Trend Micro.
En avril 2009, Trend Micro a acheté Third Brigade ( Ottawa, Ontario Canada) pour une somme non divulguée. Third Brigade a développé un logiciel de prévention et d'intrusion contre les intrusions basé sur l'hôte qui a été utilisé par Trend Micro dans sa suite anti-malware Trend OfficeScan pendant deux ans avant l'acquisition de Third Brigade. Third Brigade a été réintégrée comme Trend Micro Canada Technologies.

### Années 2010
En 2010, Trend Micro obtient un contrat important avec le ministère de l'Éducation nationale français : la licence concerne les ordinateurs des écoles, collèges et lycées publics et privés (ainsi que différents services centraux et déconcentrés), sur la totalité des Académies françaises. Ce contrat permet aux membres de l'Éducation nationale d'avoir droit à trois licences Trend Micro internet security gratuitement pour leurs ordinateurs personnels, en entrant leurs adresses emails professionnelles.
En juin 2012, Trend Micro a acquis le fournisseur de certificats Secure Sockets Layer (SSL) Marlborough, Massachusetts, pour une somme non divulguée.
En octobre 2012, Trend Micro a acquis l'entreprise de sécurité de réseau Broadweb de Taïwan, Broadweb était un développeur de la technologie profonde d'inspection des paquets qui a pu bloquer les paquets de données malveillants en temps réel. La technologie a été intégrée dans la solution Custom Defense de Trend Micro, une suite conçue pour fournir une visibilité et une protection à l'échelle du réseau contre les attaques et les menaces avancées. 
En septembre 2013,Trend Micro a déménagé son siège aux États-Unis dans la région de Las Colinas d'Irving, au Texas. La délocalisation a permis à l'entreprise de consolider les activités précédemment hébergées à Cupertino, en Californie et à Arlington, au Texas. 
En septembre 2014, Trend Micro a lancé un partenariat de trois ans avec INTERPOL dans lequel Trend Micro a partagé avec l'organisation de la police internationale des informations sur les menaces contre la cybercriminalité via le service Threat Intelligence de la société. Selon INTERPOL, les informations ont aidé l'organisation de la police internationale et ses 190 pays membres à diminuer la cybercriminalité à l'échelle mondiale. Trend Micro a également fourni un programme de formation à l'enquête sur la cybercriminalité à INTERPOL.
En 2014, Trend Micro a élargi sa sécurité d'application Cloud pour fonctionner avec Microsoft Office 365.
En octobre 2015, Trend Micro a conclu un accord pour acheter TippingPoint, un développeur de sécurité réseau et logiciel de HP Inc. pour 300 millions de dollars. La même année, Trend Micro a été certifiée comme une solution prête à la validation VCE et Vblock prêt dans le cadre du programme VCE Technology Alliance Partner. Plus tard, Trend Micro a rejoint le programme VCE Select, qui a permis à Trend Micro's Deep Security d'être regroupé avec les systèmes d'infrastructure convergents et hyper convergents de VCE. Gartner a nommé Trend Micro au classement "Leaders" de sa note Magic Quadrant pour les plates- formes de protection Endpoint en 2015 et 2016. En 2016, Trend Micro a découvert qu'une variante d'un virus affectait les téléphones Android et des téléviseurs intelligents.
En 2016, Trend Micro a été développé le logiciel Cloud App Security pour couvrir Box, Dropbox et Google Drive.

## Technologies
En juin 2008, Trend Micro a lancé Trend Micro Smart Protection Network, une infrastructure de sécurité de contenu cloud-client qui fournit une intelligence de menace globale pour protéger les clients contre les menaces en ligne, telles que la collecte de données sur des logiciels malveillants, des attaques d'hameçonnage et d'autres menaces Web, électroniques et mobiles . En 2012, Trend Micro a ajouté de grandes analyses de données à son Smart Protection Network. Les grandes analyses de données permettent au réseau d'utiliser des méthodes d'identification comportementales pour identifier de nouvelles menaces de sécurité. Le réseau combine également des technologies en nuage avec d'autres technologies antivirus basées sur le client pour réduire la dépendance aux téléchargements de fichiers de modèles classiques sur le point final. informations sur les menaces du Smart Protection Network de Trend Micro sont déployées en temps réel sur le portefeuille de logiciels de sécurité de l'entreprise. 
Trend Micro reçoit son intelligence de menace auprès de TrendLabs, le centre de recherche, de développement et de support de l'entreprise. TrendLabs compte dix laboratoires dans le monde entier et a son siège social aux Philippines et emploie 1 200 experts et ingénieurs en sécurité. Le laboratoire basé à Singapour de la société fournit des méthodes et des analyses de logiciels malveillants.

## Collecte des données personnelles sur MacOS
Septembre 2018, Apple supprime de l'App Store la plupart des applications de Trend Micro. En effet, celles-ci collectaient à l'insu de ses utilisateurs les cookies, historiques de navigation et mots de passe. Les applications concernés sont Dr Cleaner, Dr Cleaner Pro, Dr Antivirus, Dr Unarchiver, App Uninstall, Dr. Battery, and Duplicate Finder,,,.
Le 10 septembre 2018, Trend Micro publie un billet sur leur blog, pour nier les rumeurs selon lesquelles « Trend Micro "vole des données utilisateur" et les envoie à un serveur non identifié en Chine ». Cependant, celui-ci est mis à jour dans la foulée, la société fournie des excuses et tente de minimiser l'importance de la violation de la vie privée de ses utilisateurs en déclarant que les applications « collectaient et téléchargeaient un instantané de l'historique du navigateur sur une base unique, couvrant les 24 heures précédant l'installation et que ce comportement était divulgué dans les CLUF de chaque produit ». Elle précise enfin que ces fonctionnalités ont été supprimées de leurs logiciels.
À noter que le très populaire logiciel Adware Doctor est également concerné par cette affaire.

## Produits pour particuliers

### Protection pour les PC et MAC
- Trend Micro Maximum Security
- Trend Micro Internet Security
- Trend Micro Antivirus+ Security

### Protection pour les smartphones (Android et iOS)
- Trend Micro Mobile Security

### Protection pour les produits Sony (PS3, PS4 et PSP)
- Trend Micro Kids Safety
- Trend Micro Web Security